# Le Capital au XXIe siècle
Le Capital au XXIe siècle est un livre d'économie écrit par Thomas Piketty et publié en 2013, paru aux éditions du Seuil.
Ce livre étudie la dynamique de la répartition des revenus et patrimoines dans les pays développés depuis le XVIIIe siècle. Pour l'auteur, la répartition des richesses constitue un problème politique fondamental pour la stabilité des sociétés démocratiques modernes et cette question est trop souvent débattue sans chiffres précis. Cette étude s'appuie sur une compilation de différentes données historiques disponibles, par exemple les archives fiscales françaises.
L'ouvrage est un succès mondial avec plus de 2,5 millions d’exemplaires vendus, fin 2017. Il a d'abord obtenu un grand succès public en France avant de devenir un succès d'édition aux États-Unis. Il reçoit un accueil critique favorable, notamment après sa traduction en anglais publiée en 2014. Une quarantaine de contrats de cessions ont été signés par l'éditeur dans le monde, « record quasi absolu » pour un essai volumineux de ce type.
Un film homonyme est sorti en 2020, réalisé par Justin Pemberton (en).

## Contenu

### Les deux lois fondamentales du capitalisme
Thomas Piketty énonce deux lois fondamentales. La première dispose que la part des revenus du capital dans le revenu national ({\displaystyle \alpha }) est égal au taux de rendement moyen du capital ({\displaystyle r}) multiplié par le ratio du stock de capital sur le revenu national ({\displaystyle \beta }) : {\displaystyle \alpha =r\times \beta },.
La seconde loi dispose qu'à long terme, le ratio du stock de capital sur le revenu ({\displaystyle \beta }) tend vers le ratio du taux d'épargne ({\displaystyle s}) sur le taux de croissance ({\displaystyle g}) : {\displaystyle \beta ={\frac {s}{g}}},. Cette loi peut également s'écrire {\displaystyle \beta ={\frac {s}{g\ +\ \delta }}} où {\displaystyle \delta } est le taux de dépréciation du capital.
Piketty estime que le rapport du capital sur le revenu {\displaystyle \beta } était de 6 ou 7 au XIXe siècle, qu'il a chuté à 2 après la Seconde Guerre mondiale et qu'il retrouve aujourd'hui un niveau proche du XIXe siècle avec une valeur de 5 ou 6.
Par ailleurs, Piketty constate que sur une longue période le rendement moyen du capital ({\displaystyle r}) est supérieur au taux de croissance de l'économie ({\displaystyle g_{t}}). Cela implique que les détenteurs de capital s'enrichissent plus rapidement que le reste de la population.
Pour l'auteur, ces résultats remettent en cause la relation de Kuznets établie dans les années 1950 qui laissait à penser que le développement économique s'accompagnait mécaniquement d'une baisse des inégalités de revenu. Les inégalités observées en ce début de XXIe siècle seraient comparables aux niveaux d'inégalités du XIXe siècle et du début du XXe siècle. Piketty affirme donc que le capitalisme, s'il n'est pas régulé, engendre des inégalités grandissantes. Il suggère plusieurs mesures politiques pour limiter la hausse des inégalités et notamment la création d'un impôt mondial sur le capital. Il insiste aussi sur la nécessité de mettre en place des évaluations précises des hauts patrimoines[réf. nécessaire].

### Synthèse de l'ouvrage
Après avoir collecté et construit des bases de données importantes, Piketty parvient aux conclusions suivantes : tendanciellement, la croissance est un accident de l'histoire économique fortement fonction de l'accroissement de la population. De l'an 0 à 1 750, dans les pays développés, la croissance estimée aurait été de 0,1 % par an. Depuis la révolution industrielle, la croissance annuelle des pays développés n'est que de 1,6 % par an (dont 0,8 % par an au titre de la population et 0,8 % au titre de la production par habitant). Des taux de croissance ({\displaystyle g}) de 5 à 10 % annuels n'ont eu lieu qu'en Europe pendant les « 30 glorieuses » et dans les pays en développement pendant une quinzaine d'années. Ils sont dus pour les premiers à la reconstruction à la suite des deux guerres mondiales et de la grande crise ; pour les seconds au « rattrapage » rapide sur les économies développées. D'après Piketty et plusieurs confrères, les périodes de très fortes croissances sont terminées.
Le taux de rémunération du capital ({\displaystyle r}) est historiquement stable et supérieur à la croissance. Aussi loin que l'on puisse l'estimer (Piketty reprend des études qui font remonter cette estimation jusqu'à l'Empire romain), puis le calculer, le taux de rendement du capital qu'il soit agraire, industriel ou foncier, se situe entre 4,5 et 5 % par an. Piketty ne voit absolument aucune raison pour qu'il en aille différemment dans la suite du XXIe siècle.
Structurellement, {\displaystyle r>g} implique une concentration toujours plus grande du capital. En prenant une création de nouvelles richesses au rythme de 0,1 % par an (ou même de 0,8 %) et une accumulation vers les propriétaires existant d'une ampleur de 4,5 à 5 %, la richesse se concentre progressivement (et à un rythme qui irait en s'accélérant) dans les mains de quelques-uns… Si cela n'a pas été le cas pendant les « 30 glorieuses » (seule période historique où la concentration du capital a été aussi faible), ce serait grâce à la conjugaison de plusieurs facteurs : forte croissance ; forte inflation (qui diminue le taux de rendement net du capital) ; imposition confiscatoire sur les hauts revenus et sur les grosses transmissions (respectivement jusqu'à 80 % et 90 % pour les tranches les plus élevées). De plus, tous ces phénomènes se sont concentrés sur une capitalisation quatre fois plus faible qu'en 1914. Cette vue peut aussi être considérée comme une théorie de la soutenabilité de l'endettement des ménages, des entreprises et de l'état, par extension de la soutenabilité de la dette publique.
Ce qui implique le retour des héritiers
- La parenthèse « démocratico-mérito-égalitaire » est terminée. Depuis les années 1975, les inégalités de revenus sont reparties à la hausse : les taux d'imposition des tranches maximum du travail et du capital ont chuté devant les offensives néolibérales et la mondialisation ; l'inflation est jugulée par les banques centrales oscillant entre 1 et 2 % et la croissance est revenue dans les pays développés proche de ses tendances historiques (autour de 1 % par an).
- Le pays qui se perçoit comme le plus égalitaire et méritocratique (et qui l'a été jusqu'au début du XXe siècle comparativement à l'Europe) est aujourd'hui le plus inégalitaire : 1 % des Américains captent 20 % de l'ensemble des revenus annuels US, 10 % en captent 50 % tandis que 90 % des travailleurs américains se partagent seulement 50 % des revenus totaux du pays. L'accumulation aidant, le capital est encore plus concentré chez les « super riches » que les revenus: 1 % possèdent 35 % du patrimoine américain; 10 % se partagent 70 % ; les 90 % restant de la population se partagent quant à eux uniquement 30 % du patrimoine national. La tendance est partout la même avec un peu de « retard » pour l'Europe dû à la quasi remise à plat des capitaux post guerres.
- Les tendances au XXIe siècle, selon Piketty, seront : {\displaystyle g} en baisse (autour de 1,5 % à partir de 2050 avec la fin de la croissance démographique) ; inflation faible ; {\displaystyle r} à 4,5 %.
- Tout indique que, si le système est laissé à lui-même, les inégalités vont continuer à croître et nous parviendrons rapidement à la situation ante-1914 avec quelques héritiers immensément riches. Comment réagiront nos sociétés démocratiques ? Combien de temps les mythes de la répartition et de la possibilité d'ascension méritocratique résisteront-ils aux faits ?

Piketty propose enfin des pistes. La meilleure solution, a priori, passe par un impôt réellement progressif et se décline en impôts confiscatoires sur les tranches les plus élevées des transmissions et des revenus pour limiter l'effet « naturel » de concentration ainsi qu'un impôt sur le capital pour accélérer une nouvelle répartition. Cette solution présenterait également l'avantage de résorber sans trop de dommages humains les énormes déficits publics. D'après la répartition de Piketty, les États n'ont pas bénéficié de l'immense accumulation de capital des 60 dernières années : ils détiennent une part toujours faible et assez stable de la richesse nationale tandis que la richesse privée a été multipliée par plus de deux.
Piketty ne s'illusionne pas sur la difficulté d'aboutir à une régulation coordonnée au niveau mondial. Il est également conscient de l'impopularité actuelle de telles mesures car certaines de nos valeurs (méritocratie, priorité du sentiment dans les comportements matrimoniaux, normes individuelles de réussite…) se sont développées/renforcées pendant l'anomalie du XXe siècle où {\displaystyle g} est devenue provisoirement supérieure à {\displaystyle r} et conduisent à une déconsidération avancée de l'État et de l'Impôt.

## Réception de l'ouvrage

### Réception en France
Le Monde donne une critique positive de l'ouvrage sous la plume de Julie Clarini, considérant que l'essai est une « brillante analyse théorique ». Pour Mediapart, Piketty ausculte « le capitalisme, ses contradictions, ses violentes inégalités ». Christian Chavagneux, dans Alternatives économiques, affirme que le livre est « une référence ». Le Figaro qualifie le livre de « phénomène » et souligne son succès en librairies.
Jean-Luc Gaffard, économiste à l'OFCE, déplore le fossé entre la richesse des données mobilisées et la simplicité de la théorie économique développée qui suppose notamment un taux de croissance exogène et indépendant du niveau des inégalités,.
Dans la revue Sociologie, Christian Baudelot et Roger Establet louent la « puissance explicative de l'analyse, qui donne un sens à l'époque que nous vivons ».
Nicolas Baverez qualifie l'ouvrage de « marxisme de sous-préfecture ». Il souligne notamment que rien ne vient valider l'hypothèse de Piketty selon laquelle le XXIe siècle serait condamné à une croissance faible.

### Réception dans le monde anglo-saxon
Le livre a rencontré un immense succès critique dans le monde anglo-saxon,.
Dans son éditorial du 23 mars 2014, l'économiste Paul Krugman juge qu'il s'agit sans aucun doute du meilleur ouvrage d'économie de l'année et probablement de la décennie. Dans la New York Review of Books, le même Krugman affirme que les travaux de Thomas Piketty constituent une révolution dans la manière dont nous comprenons les tendances de long terme des inégalités. Piketty et ses co-auteurs ont notamment montré l'intérêt de prendre comme indicateur la part de revenu qui revient aux 1 % les plus riches plutôt que de se focaliser sur des indicateurs plus généraux comme le rapport interdécile.
Le magazine The Economist souligne le succès du livre auprès du public mais se fait également critique sur le fond.
La version anglophone (Capital in the Twenty-First Century) parue aux Harvard University Press en 2014 a aussi rencontré un grand succès en librairie aux États-Unis,. Le livre apparaît à la 16e place dans le classement hebdomadaire des meilleures ventes d'essai du New York Times le 13 avril 2014, à la 15e place le 4 mai, à la 4e place le 11 mai, à la 1re place le 18 mai, le 25 mai et le 1er juin,, et repasse à la 2e place le 8 juin.
Le succès du livre est tel qu'il a déclenché ce que certains ont appelé une « bulle Piketty » ou une « Pikettymania ». Le magazine américain Bloomberg Businessweek a ainsi fait sa une du 29 mai 2014 sur la Pikettymania avec une couverture parodiant les magazines pour adolescentes,.

### Réception en Chine
La Chine exige que Thomas Piketty supprime de son ouvrage les passages liés à la hausse des inégalités sociales chinoises avant que d'être publié en librairie.

### Ventes
À la fin du mois de juin 2014, Thomas Piketty a vendu près de 450 000 exemplaires de l'édition en langue anglaise et 150 000 exemplaires de l'édition francophone. En 2016, le livre s'était vendu à au moins 1,5 million d'exemplaires dans le monde. Fin 2017, 2,5 millions d'exemplaires avaient été vendus.

## Critiques

### Controverse sur la véracité des résultats
Le 23 mai 2014, le journaliste Chris Giles publie dans le Financial Times une remise en cause des données collectées par Piketty et dénonce une série d'erreurs dans les fichiers Excel publiés par l'auteur sur son site web. Il soutient que la part de la richesse détenue par les 10 % les plus riches serait de 44 % d'après l'Office for National Statistics, contre 71 % selon Thomas Piketty. D'après Giles, les erreurs et approximations qu'il relève remettent en cause deux résultats majeurs de l'ouvrage : la hausse des inégalités de patrimoine depuis 30 ans, et le fait que les inégalités de patrimoine soient plus fortes aux États-Unis qu'en Europe. Parmi les erreurs, il recense des erreurs de transcription, par exemple sur les inégalités de patrimoine en Suède en 1920, des corrections non justifiées, par exemple sur l'estimation des inégalités de patrimoine en France au XIXe siècle à partir des sources successorales, des choix méthodologiques discutables, par exemple quand Piketty fait une simple moyenne des estimations pour le Royaume-Uni, la France et la Suède sans prendre en compte le poids démographique de chacun des pays et des interpolations abusives, par exemple pour la part de la richesse détenue par les 10 % les plus riches aux États-Unis entre 1910 et 1950,.
Thomas Piketty répond à ces critiques le jour même en soulignant que si les données existantes sur le patrimoine sont imparfaites, les données sur les déclarations de successions sont plus fiables et vont dans le même sens. Il souligne aussi que les remarques du Financial Times ne changent rien aux conclusions de l'ouvrage,. Il publie une réponse plus détaillée le 28 mai 2014 sur son site internet, en montrant que la plupart des points que Giles considère comme des erreurs sont en fait justifiés et en soulignant que la plupart de ces points n'apportent que des modifications mineures. Quant à la proposition de Giles sur l'évolution des inégalités de patrimoine au Royaume-Uni, il considère les choix méthodologiques du journaliste du Financial Times comme très discutables. En effet, celui-ci s'est appuyé sur des données d'enquête plutôt que sur des données fiscales. Or les données d'enquête sous-estiment les patrimoines élevés,.
Sur son blog, Paul Krugman défend Piketty et considère que le débat est clos. Dans le Washington Post, Matt O'Brien juge lui aussi que Chris Giles, s'il a eu le mérite d'aller regarder de près les données mises en ligne par Thomas Piketty, a interprété trop vite les ajustements qu'il ne comprenait pas comme des erreurs de l'auteur. Dans le Guardian, l'économiste Howard Reed a montré que le journaliste du Financial Times avait fait des erreurs importantes et défend les données présentées par Thomas Piketty,.

### Critique de la seconde loi fondamentale du capitalisme
D'après Thomas Piketty, le rapport capital/revenu ({\displaystyle \beta }) tend à long terme vers le ratio du taux d'épargne sur le taux de croissance de l'économie ({\displaystyle s/g}). Les économistes Per Krusell et Tony Smith critiquent cette seconde loi fondamentale en soutenant qu'elle s'appuie sur une hypothèse extrême et peu réaliste à propos du comportement d'épargne des agents.

### Capital productif et capital immobilier
Dans une note publiée en avril 2014 pour le LIEPP, Étienne Wasmer et ses coauteurs remettent en cause l'hypothèse d'un retour du capital en France en distinguant le capital logement du capital productif. Ils défendent l'idée que l'augmentation du capital en France est essentiellement liée à une hausse des prix de l'immobilier et que cette hausse des prix ne se reflète pas dans les revenus du capital (c'est-à-dire les loyers).
Reprenant Joseph E. Stiglitz, Gaël Giraud critique la notion du capital retenu par Piketty, celle-ci regroupant à la fois le patrimoine et les infrastructures productivistes. D'après Giraud, la hausse des inégalités de patrimoine dans les pays riches proviendrait de la bulle immobilière touchant les grandes métropoles : la hausse des valeurs immobilières renchérit le capital des riches ménages qui accèdent ainsi plus facilement au crédit, leur permettant alors d’effectuer des opérations financières à fort effet de levier.

### Causes de la formule r > g à l'origine des inégalités
Pour certains, le déterminant principal est le monopole d'acquisition des moyens de production par l'actionnaire quel que soit le capital qu'il a misé au départ. Ce monopole est dû à deux caractéristiques juridiques : le concept de « responsabilité limitée » et surtout, la non existence juridique de l'entreprise.

### Interprétation de l'origine des inégalités
Guillaume Allègre et Xavier Timbeau de l'Observatoire français des conjonctures économiques proposent une critique de l'ouvrage fondée sur l'idée que la relation selon laquelle le taux de rendement du capital est durablement supérieur au taux de croissance ({\displaystyle r>g}) n'est pas, comme le suppose Piketty, une constante macroéconomique, mais a des fondements microéconomiques liés au fonctionnement imparfait des marchés. Leur critique suggère qu'un impôt sur le capital n'est peut-être pas la meilleure solution pour diminuer les inégalités, et les auteurs recommandent de réfléchir à la définition des droits de propriété ainsi qu'à la définition des droits des propriétaires et des non-propriétaires.
Gaël Giraud critique également, dans son ouvrage Un monde d’inégalités, l'intérêt des travaux de Thomas Piketty en matière d'analyse des causes des inégalités. Tout d'abord, il critique le modèle utilisé car celui-ci, du fait selon lui de son appartenance à l'école néoclassique, ne prend pas en compte la monnaie, les ressources naturelles et les rétroactions du climat sur l'économie. L'absence de la monnaie empêche la prise en compte de la dérégulation financière tandis que la règle r>g n'impliquerait pas une hausse des inégalités d'après les travaux de Daron Acemoğlu & James A. Robinson.

### Cohérence théorique
Dans sa recension de l'ouvrage, Robert Boyer regrette un usage excessif de la méthode inductive. Il s'interroge notamment sur la pertinence de l'équation stipulant que le rapport capital sur revenu de long terme ({\displaystyle \beta } dans l'ouvrage) est égal au taux d'épargne ({\displaystyle s}) divisé par le taux de croissance ({\displaystyle g}) et souligne notamment que dans le cas limite d'une économie en stagnation ({\displaystyle g=0}), l'équation devient absurde. Par ailleurs, il pointe aussi le fait que l'auteur, après avoir critiqué l'hypothèse de productivité marginale, le modèle à agent représentatif et le modèle de décision intertemporelle à horizon infini, fasse appel à ces mêmes hypothèses et ces mêmes modèles dans son raisonnement ultérieur.

### Fondements moraux
Dans une tribune publiée dans le magazine Forbes, George Leef attaque Piketty non pas sur ses chiffres mais sur les fondements moraux de son raisonnement et convoque Frédéric Bastiat pour expliquer que l'État doit protéger la liberté et la propriété de chacun mais sort de son rôle quand il considère que certaines personnes sont « trop » riches.

### Controverses sur les causes et les méfaits des inégalités
L'une des critiques récurrentes, soulignée par Martin Wolf dans le Financial Times, est que Piketty place l'inégalité au centre de son analyse sans apporter de réflexion visant à expliquer pourquoi l'inégalité importe, ce qui revient à supposer que l'inégalité est un problème important sans jamais expliquer pourquoi. Wolf rappelle l'existence d'arguments en faveur de l'inégalité, tels que l'incitation à l'innovation, ou le fait que dans une économie vingt fois plus productive qu'il y a deux siècles, même les pauvres bénéficient de biens et services qui n'étaient même pas disponibles aux plus riches il y a quelques décennies. Wolf souligne l'importance de l'égalité en droit (isonomie) et conclut que l'inégalité de fait ne peut jamais être totalement supprimée.
Michael D. Tanner, du Cato Institute, reproche à Piketty de tenir pour acquis les méfaits de l'inégalité : il évoque par exemple le fait que Piketty parle de l'augmentation des inégalités en Chine sans parler de la diminution considérable de la pauvreté : « Au bout du compte, conclut Michael D. Tanner, on peut s'attaquer aux inégalités de deux façons : en abaissant le haut ou en élevant le bas ».
De la même manière, Clive Crook, sur Bloomberg View, écrit qu'« en plus de ses autres défauts », l'ouvrage incite les lecteurs à croire que l'inégalité est le seul problème important, et qu'il faudrait s'inquiéter de la faible croissance non parce que cela impacterait les niveaux de vie, mais aggraverait les inégalités.

### Interprétation des résultats
Hunter Lewis, de l'institut Ludwig von Mises, reproche à Piketty d'attribuer au capitalisme des situations qui sont selon lui le fait des banques centrales et d'un « capitalisme de connivence » (Crony capitalism) où l'État est interventionniste, contrairement au capitalisme de laissez-faire.

## Postérité

### Adaptation au cinéma
Le Capital au XXIe siècle a été adapté au cinéma, le film étant coréalisé par Justin Pemberton et Thomas Piketty. Il est sorti en salles le 22 juin 2020.

### Analyses complémentaires
En 2020, deux sociologues, chercheuses au CNRS, Sibylle Gollac et Céline Bessière, publient un ouvrage, Le Genre du capital, synthétisant une vingtaine d'années de recherche et d'enquêtes, apportant par rapport à l'ouvrage de Thomas Piketty un éclairage complémentaire sur les inégalités de transmissions de patrimoine selon le genre. Cet ouvrage de Gollac et de Bessière est traduit aussi en anglais par Juliette Rogers, et adapté en bande dessinée avec le concours de Jeanne Puchol.

## Éditions
- Thomas Piketty, Le Capital au XXIe siècle, Le Seuil, coll. « Les Livres du nouveau monde », 5 septembre 2013, 976 p.
- Thomas Piketty, Le Capital au XXIe siècle, Éditions Points, 2013, 972 p.
- (en) Thomas Piketty (trad. Arthur Goldhammer), Capital in the Twenty-First Century, Harvard University Press, avril 2014, 696 p. (ISBN 978-0-674-43000-6)

### Sources primaires

#### Éditions Points
1. ↑  p. 92-93
2. ↑  p. 262
3. ↑  p. 281

### Sources secondaires
1. 1 2  Le Monde supp. économie et entreprise, 15 décembre 2017, p. 2
2. ↑  Steven Pearlstein (en), « ‘Capital in the Twenty-first Century' by Thomas Piketty », The Washington Post,‎ 28 mars 2014 (lire en ligne, consulté le 11 juin 2014)
3. ↑  « Thomas Piketty, jackpot pour les maisons d'édition », Les Échos, 19 mars 2015.
4. ↑  Le Capital au XXIe siècle, le best-seller de Thomas Piketty sur grand écran], Mr Mondialisation, S. Barret, 23 février 2020
5. 1 2 3 4  Gaël Giraud, « Quelle intelligence du capital pour demain ? : Une lecture du Capital au XXIe siècle de Thomas Piketty », Document de travail du Centre d'économie de la Sorbonne,‎ février 2014 (lire en ligne)
6. ↑  Bertrand Chatelet, 10/2016: Dette publique aspects algorithmiques et statistiques
7. ↑  « « Le Capital au XXIᵉ siècle » « , de Thomas Piketty : les héritiers sont de retour », Le Monde.fr,‎ 29 août 2013 (lire en ligne, consulté le 21 janvier 2024)
8. ↑  Joseph Confavreux et Laurent Mauduit, Piketty ausculte le capitalisme, ses contradictions et ses violentes inégalités, mediapart.fr, 3 septembre 2013
9. ↑  Christian Chavagneux, Le capital au XXIe siècle, alternatives-economiques.fr
10. 1 2  « La parole aux auteurs: Thomas Piketty », sur Figaro Live, 17 avril 2015 (consulté le 21 janvier 2024)
11. ↑  Jean-Luc Gaffard, « Pourquoi lire Piketty ? », Blog de l'OFCE,‎ 3 juin 2014 (lire en ligne)
12. ↑  Jean-Luc Gaffard, « Le Capital au XXIe siècle : un défi pour l'analyse », Les Notes de l'OFCE, no 40,‎ 2 juin 2014 (lire en ligne)
13. ↑  Christian Baudelot et Roger Establet, « Le capital au XXIe siècle », Sociologie,‎ 2014 (lire en ligne)
14. ↑  Nicolas Baverez, « Piketty, un marxisme de sous-préfecture », L'Express,‎ 26 septembre 2013 (lire en ligne)
15. ↑  « « Le Capital au XXIe siècle », de Thomas Piketty, best-seller aux Etats-Unis », Le Monde.fr,‎ 23 avril 2014 (lire en ligne, consulté le 21 janvier 2024)
16. ↑  (en) John Cassidy, « Forces of Divergence : Is surging inequality endemic to capitalism? », The New Yorker,‎ 31 mars 2014 (lire en ligne)
17. ↑  (en) Paul Krugman, « Wealth Over Work », The New York Times,‎ 23 mars 2014 (lire en ligne)
18. ↑  (en) Paul Krugman, « Why We're in a New Gilded Age », The New York Review of Books,‎ 8 mai 2014 (lire en ligne)
19. ↑  (en) Piketty fever; Bigger than Marx - A wonky book on inequality becomes a blockbuster May 3rd 2014 The Economist
20. ↑  Mathilde Damgé, « Thomas Piketty, la critique du capitalisme et le succès des livres d'économie aux États-Unis », Le Monde,‎ 24 avril 2014 (lire en ligne)
21. ↑  (en) Sam Tanenhaus, « Hey, Big Thinker », The New York Times,‎ 25 avril 2014 (lire en ligne)
22. ↑  « Best Sellers : Hardcover nonfiction », sur New York Times, 13 avril 2014
23. ↑  « Best Sellers : Hardcover nonfiction », sur New York Times, 4 mai 2014
24. ↑  « Best Sellers : Hardcover nonfiction », sur New York Times, 11 mai 2014
25. ↑  « Best Sellers : Hardcover nonfiction », sur New York Times, 18 mai 2014
26. ↑  « Best Sellers : Hardcover nonfiction », sur New York Times, 25 mai 2014
27. ↑  « Best Sellers : Hardcover nonfiction », sur New York Times, 1er juin 2014
28. ↑  « Best Sellers : Hardcover nonfiction », sur New York Times, 8 juin 2014
29. ↑  (en) Robert Shrimsley, « The nine stages of the Piketty bubble », The Financial Times,‎ 30 avril 2014 (lire en ligne)
30. ↑  « L'incroyable une de "Bloomberg Businessweek" sur Thomas Piketty », Francetvinfo,‎ 29 mai 2014 (lire en ligne)
31. ↑  « Pékin censure Thomas Piketty », sur Le Figaro, 1er septembre 2020 (consulté le 21 janvier 2024)
32. ↑  Pierre Jaxel-Truer, « Thomas Piketty : pourquoi ses courbes affolent la planète ? », M le magazine du Monde,‎ 27 juin 2014 (lire en ligne)
33. ↑  (en) Chris Giles, « Data problems with Capital in the 21st Century », Financial Times,‎ 23 mai 2014 (lire en ligne)
34. ↑  (en) Chris Giles, « Piketty findings undercut by errors », Financial Times,‎ 23 mai 2014 (lire en ligne)
35. ↑  (en) Chris Giles, « Piketty response to FT data concerns », Financial Times,‎ 23 mai 2014 (lire en ligne)
36. ↑  « Pour Piketty, « le Financial Times se ridiculise » », Libération,‎ 24 mai 2014 (lire en ligne)
37. ↑  Thomas Piketty, « Technical appendix of the book « Capital in the twenty-first century ». Appendix to chapter 10. Inequality of Capital Ownership. Addendum: Response to FT », sur piketty.ens.fr, 28 mai 2014
38. ↑  (en) Neil Irwin, « Thomas Piketty Responds to Criticism of His Data », The Upshot, The New York Times,‎ 29 mai 2014 (lire en ligne)
39. ↑  (en) Paul Krugman, « Thomas Doubting Refuted », The New York Times,‎ 30 mai 2014 (lire en ligne)
40. ↑  (en) Matt O'Brien, « Piketty's ‘errors' aren't mistakes: They're questions, and he answered them », The Washington Post,‎ 30 mai 2014 (lire en ligne)
41. ↑  (en) Larry Elliott, « FT journalist accused of serious errors in Thomas Piketty takedown », The Guardian,‎ 29 mai 2014 (lire en ligne)
42. ↑  (en) Howard Reed, « Piketty, Chris Giles and wealth inequality: it's all about the discontinuities », The Guardian,‎ 29 mai 2014 (lire en ligne)
43. ↑  (en) Per Krusell et Tony Smith, « Is Piketty's 'Second Law of Capitalism' fundamental? », Vox,‎ 1er juin 2014 (lire en ligne)
44. ↑  Odran Bonnet, Pierre-Henri Bono, Guillaume Chapelle et Étienne Wasmer, « Le capital logement contribue-t-il aux inégalités ? : Retour sur Le Capital au XXIe siècle de Thomas Piketty », Document de travail du LIEPP, no 25,‎ avril 2014
45. 1 2  Un monde d'inégalités : L'état du monde 2016, Paris, La Découverte, 2015, 250 p. (ISBN 978-2-7071-8682-9), p. 68-69
46. ↑  Voir Caractérisation de l’économie capitaliste à URL https://spinozashs.hypotheses.org/187
47. ↑  Voir Jean-Philippe Robé, L’entreprise et le droit, Puf, coll. « Que sais-je ? », no 3442.) au cours du séminaire « l’entreprise oubliée par le droit » du01/01/2001 de Vie des Affaires organisé « grâce aux parrains de l’École de Paris »
48. 1 2  Guillaume Allègre et Xavier Timbeau, « La critique du Capital au XXIe siècle : à la recherche des fondements macroéconomiques des inégalités », Le Blog de l'OFCE,‎ 24 mars 2014
49. ↑  Critique qu'il avait déjà présentée ici : Gaël Giraud, « Quelle intelligence du capital pour demain ? Une lecture du Capital au XXie siècle de Th. Piketty », Revue Française de Socio-Économie, vol. 2014/1, no 13,‎ 2014, p. 283-294 (lire en ligne)
50. ↑   (en) Daron Acemoglu & James A. Robinson, « The Rise and Decline of General Laws of Capitalism », Journal of Economic Perspectives, vol. 29, no 1,‎ 2015, p. 3-28 (lire en ligne)
51. ↑  Robert Boyer, « Le Capital au XXIe siècle : Thomas Piketty, Le Capital au XXIe siècle », Revue de la régulation, vol. 14, no 2,‎ autumne 2013 (lire en ligne)
52. ↑  (en) George Leef, « Piketty's Book -- Just Another Excuse For Legal Plunder And Expanding The State », Forbes,‎ 21 mai 2014 (lire en ligne)
53. 1 2  ‘Capital in the Twenty-First Century', by Thomas Piketty
54. ↑  Thomas Piketty se trompe
55. ↑  (en) Clive Crook, « The Most Important Book Ever Is All Wrong », sur Bloomberg.com, 20 avril 2014
56. ↑  Du Capital au XXIe siècle, le livre à succès de Thomas Piketty
57. ↑  « « Le capital au XXIe siècle » : un succès de librairie mis en images sur grand écran », Le Monde.fr,‎ 22 juin 2020 (lire en ligne, consulté le 21 janvier 2024)
58. ↑  https://www.critique-film.fr/critique-le-capital-au-xxie-siecle/
59. ↑  (en) Joan W. Scott, « How Families Reproduce the Inequalities of Capitalism - Céline Bessière and Sibylle Gollac, Le Genre du capital: Comment la famille reproduit les inégalités (Paris, La Découverte, 2020, 326 p.) », European Journal of Sociology / Archives européennes de sociologie, vol. 61, no 3,‎ décembre 2020, p. 437-439 (DOI 10.1017/S0003975620000247, lire en ligne)
60. ↑  Gilles Bastin, « Le Genre du capital, de Céline Bessière et Sibylle Gollac : la famille, fabrique des inégalités de patrimoine », sur Le Monde, 1er mars 2020